# Walter Bromme
Walter Bromme, né le 2 avril 1885 à Berlin et y décédé le 30 mars 1943 est un compositeur allemand de chansons populaires et d'opérettes.
On ne connaît pratiquement rien sur la vie et la carrière de Walter Bromme. Cependant, il est célèbre en tant que compositeur d'opérettes à succès dans les années 1920 et 1930. Il a été directeur de l'Opéra comique de Berlin, où il produit, durant la saison 1923-1924, ses propres opérettes : Schönste der Frauen, Karneval der Liebe, Mascottchen, Tausend süße Beinchen. Son œuvre la plus connue est Miss America" qui fut représentée un peu partout, à la mode allemande, avec des airs additionnels de compositeurs divers. Dans la version française (représentée uniquement à Bruxelles), ces airs sont dus à Max Alexys.
Bromme meurt en 1943 à Berlin et est enterré dans une tombe d'honneur (Ehrengrab ) du cimetière Emmaus-Friedhof sur la Hermannstraße.

## Opérettes
- Heiratsfieber. Breslau, 1915.
- Mäuschen. Berlin, 1917.
- Das Märchen vom Glück. Berlin, 1917.
- Die Kinopuppe. Berlin, 1917.
- Prinzenliebe. Berlin, 1919.
- Die Dame im Frack. Berlin, 1919.
- Eine Nacht im Paradiese. Berlin, 1920.
- Schäm' dich, Lotte!. 1921
- Mascottchen. Berlin, 1921.
- Madame Flirt. Berlin, 1922
- Die Schönste der Frauen. Berlin, 1923
- Carneval der Liebe. 1924.
- Messalinette. Berlin, 1925.
- Tausend süsse Beinchen. Berlin, 1925.
- Miss Amerika. Das Abenteuer einer jungen Dame in drei Akten. 1926
- Donnerwetter - ganz famos. Berlin, 1926
- Heute Nacht -Eventuell. Berlin, 1927
- Die Hotelratte. Berlin, 1927.
- Die Sechser-Operette. Berlin, 1927
- Spiel' nicht mit der Liebe. Berlin, 1934.
- Ball an Bord. Berlin, 1935.
- Man soll keine Briefe schreiben!. Berlin, 1941.